# Vincennes Bay
Vincennes Bay är en stor, V-formad bukt, 105 km bred vid inloppet, som ligger mellan Cape Nutt och Cape Folger i Antarktis. Den karakteriseras av flera stora, branta glaciärer som ligger längs Knox Coast och Budd Coast. Advisory Committee on Antarctic Names (US-ACAN) namngav den efter Vincennes, med vilken Charles Wilkes utforskade Wilkes Land 1840. 